# Kirche 2011: Ein notwendiger Aufbruch
Kirche 2011: Ein notwendiger Aufbruch ist der Titel eines Aufrufes, in dem Theologen von Hochschulen – insbesondere des deutschsprachigen Raums – im Februar 2011 eine Reform der römisch-katholischen Kirche forderten. Das Memorandum verlangte unter anderem mehr Beteiligung und mehr Rechtskultur. Es wurde von einer achtköpfigen Redaktion erarbeitet und von 311 katholischen Theologen (darunter über 200 aktive Professoren), Religionspädagogen und anderen Wissenschaftlern unterzeichnet.
Einige der Unterzeichner trugen bereits 1989 die Kölner Erklärung und 1995 die Initiative Wir sind Kirche mit. Ein Anstoß aus Österreich war 1995 das Kirchenvolks-Begehren.

## Inhalt
Die Autoren erwähnen bekannt gewordene Fälle von sexuellem Missbrauch in der römisch-katholischen Kirche, insbesondere am Canisius-Kolleg Berlin, sowie die daraus resultierende tiefe Krise der römisch-katholischen Kirche. Im Jahre 2010 seien mehr Mitglieder aus der katholischen Kirche ausgetreten als je zuvor. Zur Lösung dieser Krise seien tief greifende Reformen notwendig, 2011 müsse ein Jahr des Aufbruchs für die Kirche werden. Als Ziel wird eine stärkere Übereinstimmung zwischen kirchlicher Sozialgestalt und religiösem Anspruch gefordert.
Im Einzelnen fordert das Memorandum daher einen offenen Dialog in den folgenden Handlungsfeldern:
1. eine stärkere Beteiligung der Gläubigen auf allen Ebenen der Kirche, auch bei der Bestellung wichtiger Amtsträger (Bischof, Pfarrer),
2. die Förderung des gemeindlichen Lebens, indem der Bildung von Großpfarreien entgegengewirkt wird, die Gläubigen Mitverantwortung übernehmen und auch verheiratete Priester (Aufhebung der Verpflichtung zum Zölibat für Ordinierte) und Frauen im kirchlichen Amt zugelassen werden (siehe auch Priestermangel),
3. die Verbesserung von Rechtsschutz und Rechtskultur in der Kirche und als ersten Schritt dazu den Aufbau einer kirchlichen Verwaltungsgerichtsbarkeit,
4. Respekt vor dem individuellen Gewissen, besonders im Bereich der persönlichen Lebensentscheidungen und individuellen Lebensformen (wiederverheiratete Geschiedene, gleichgeschlechtliche Partnerschaft),
5. Versöhnung mit denen, an denen die Kirche schuldig geworden ist und
6. Reformen im Gottesdienst, indem mehr kulturelle Vielfalt und Ausdrucksformen der Gegenwart zugelassen werden.

## Liste der Unterzeichner
Insgesamt 311 Personen haben das Memorandum unterzeichnet:
Deutschsprachiger Raum
1. Michael Albus
2. Franz Annen
3. Arno Anzenbacher
4. Edmund Arens
5. Antonio Autiero
6. Karl Baier
7. Franz-Josef Bäumer
8. Georg Baudler
9. Urs Baumann
10. Isidor Baumgartner
11. Ulrike Bechmann
12. Manfred Belok
13. Andreas Benk
14. Johannes Beutler
15. Klaus Bieberstein
16. Sabine Bieberstein
17. Albert Biesinger
18. Franz Xaver Bischof
19. Martina Blasberg-Kuhnke
20. Thomas Böhm
21. Michael Böhnke
22. Christoph Böttigheimer
23. Karl Bopp
24. Karl-Heinz Braun
25. Thomas Bremer
26. Johannes Brosseder
27. Ingo Broer
28. Anton A. Bucher
29. Giancarlo Collet
30. Gerhard Dautzenberg
31. Sabine Demel
32. Detlev Dormeyer
33. Gerhard Droesser
34. Margit Eckholt
35. Peter Eicher
36. Volker Eid
37. Bernhard Emunds
38. Rudolf Englert
39. Stephan Ernst
40. Wolfgang G. Esser
41. Reinhold Esterbauer
42. Heinz-Josef Fabry
43. Ernst Feil
44. Reinhard Feiter
45. Michael Felder
46. Rupert Feneberg
47. Hubert Frankemölle
48. Albert Franz
49. Christian Frevel
50. Edward Fröhling
51. Ottmar Fuchs
52. Alfons Fürst
53. Ingeborg Gabriel
54. Karl Gabriel
55. Erich Garhammer
56. Albert Gasser
57. Martin Gertler
58. Reinhard Göllner
59. Heinz-Jürgen Görtz
60. Stephan Goertz
61. Norbert Greinacher
62. Franz Gruber
63. Bernhard Grümme
64. Wilhelm Guggenberger
65. Gerd Häfner
66. Hille Haker
67. Hubertus Halbfas
68. Hans Halter
69. Richard Hartmann
70. Linus Hauser
71. Christoph Heil
72. Marianne Heimbach-Steins
73. Theresia Heimerl
74. Hanspeter Heinz
75. Ulrich Hemel
76. Friedhelm Hengsbach
77. Bernd Jochen Hilberath
78. Georg Hilger
79. Konrad Hilpert
80. Hans Gerald Hödl
81. Rudolf Höfer
82. Hans-Joachim Höhn
83. Johannes Hoffmann
84. Paul Hoffmann
85. Adrian Holderegger
86. Andreas Holzem
87. Reinhard Hübner
88. Peter Hünermann
89. Hubert Irsigler
90. Martin Jäggle
91. Bernhard Jendorff
92. Hans Jorissen
93. Christina Kalloch
94. Rainer Kampling
95. Leo Karrer
96. Othmar Keel
97. Walter Kern
98. Hans Kessler
99. Klaus Kienzler
100. Klaus Kießling
101. Walter Kirchschläger
102. Stephanie B. Klein
103. Stefan Knobloch
104. Joachim Köhler
105. Judith Könemann
106. Helga Kohler-Spiegel
107. Anton Kolb
108. Roland Kollmann
109. Wilhelm Korff
110. Elmar Kos
111. Georg Kraus
112. Gerhard Kruip
113. Max Küchler
114. Joachim Kügler
115. Roman Kühschelm
116. Hans Küng
117. Karl-Christoph Kuhn
118. Ulrich Kuhnke
119. Lothar Kuld
120. Karl-Josef Kuschel
121. Raimund Lachner
122. Karl Heinz Ladenhauf
123. Anton Landersdorfer
124. Bernhard Lang
125. Georg Langenhorst
126. Wolfgang Langer
127. Rudolf Langthaler
128. Gerhard Larcher
129. Karl Josef Lesch
130. Ernst Leuninger
131. Maximilian Liebmann
132. Winfried Löffler
133. Adrian Loretan
134. Klaus Lüdicke
135. Heiner Ludwig
136. Hubertus Lutterbach
137. Joachim Maier
138. Johannes Meier
139. Hans Mendl
140. Friedhelm Mennekes
141. Karl-Wilhelm Merks
142. Norbert Mette
143. Guido Meyer
144. Andreas Michel
145. Anja Middelbeck-Varwick
146. Dietmar Mieth
147. Heinrich Missalla
148. Matthias Möhring-Hesse
149. Hilary Mooney
150. Klaus Müller
151. Ilse Müllner
152. Doris Nauer
153. Peter Neuner
154. Monika Nickel
155. Heribert Niederschlag
156. Christoph Niemand
157. Franz-Josef Nocke
158. Andreas Odenthal
159. Karl-Heinz Ohlig
160. Hans-Ludwig Ollig
161. Wolfgang Palaver
162. Silvia Pellegrini
163. Sabine Pemsel-Maier
164. Otto Hermann Pesch
165. Johann Pock
166. Uta Poplutz
167. Burkard Porzelt
168. Thomas Pröpper
169. Gunter Prüller-Jagenteufel
170. Walter Raberger
171. Michael Raske
172. Johann Reikerstorfer
173. Elisabeth Reil
174. Helmut Renöckl
175. Eleonore Reuter
176. Klemens Richter
177. Bert Roebben
178. Eberhard Rolinck
179. Hans Rotter
180. Karlheinz Ruhstorfer
181. Gerhard A. Rummel
182. Ralph Sauer
183. Sabine Schäper
184. Mirjam Schambeck
185. Matthias Scharer
186. Monika Scheidler
187. Hans Schelkshorn
188. Karl Schlemmer
189. Udo Schmälzle
190. Bruno Schmid
191. Heinrich Schmidinger
192. Thomas M. Schmidt
193. Joachim Schmiedl
194. Eberhard Schockenhoff
195. Norbert Scholl
196. Michael Schramm
197. Stefan Schreiber
198. Thomas Schreijäck
199. Thomas Schüller
200. Helen Schüngel-Straumann
201. Ehrenfried Schulz
202. Hans Reinhard Seeliger
203. Josef Senft
204. Roman Siebenrock
205. Hermann Pius Siller
206. Werner Simon
207. Egon Spiegel
208. Hermann Steinkamp
209. Georg Steins
210. Hermann Stenger
211. Hermann-Josef Stipp
212. Klaus von Stosch
213. Magnus Striet
214. Angelika Strotmann
215. Joachim Theis
216. Michael Theobald
217. Franz Trautmann
218. Maria Trautmann
219. Wolfgang Treitler
220. Bernd Trocholepczy
221. Peter Trummer
222. Hermann-Josef Venetz
223. Markus Vogt
224. Marie-Theres Wacker
225. Heribert Wahl
226. Peter Walter
227. Franz Weber
228. Wolfgang Weirer
229. Saskia Wendel
230. Knut Wenzel
231. Ludwig Wenzler
232. Jürgen Werbick
233. Christian Wessely
234. Dietrich Wiederkehr
235. Annette Wilke
236. Ulrich Willers
237. Werner Wolbert
238. Martha Zechmeister
239. Hans-Georg Ziebertz
240. Reinhold Zwick

Unterzeichner aus nicht-deutschsprachigen Ländern
1. Xavier Alegre
2. Joseba Arregi Olaizola
3. Jesús Asurmendi
4. Lourdes Barrenetxea Urkia
5. Gregory Baum
6. José Manuel Bernal Cantos
7. José Bernardi
8. Ignace Berten
9. Montserrat Biosca Duch
10. Alberto Bondolfi
11. Eberhard Bons
12. Agnes Brazal
13. José María Castillo Sánchez
14. José Centeno
15. Aldir Crocoli
16. Ton Danenberg
17. Juan Antonio Estrada
18. Marcio Fabri
19. Rufo Fernández Pérez
20. Dolores Figueras Fondevila
21. Bejamín Forcano Cebollada
22. Judette Gallares
23. Máximo García Ruiz
24. Marcelo Juan González
25. Jan Jans
26. Werner G. Jeanrond
27. Miro Jelecevic
28. Elisa Jiménez Xifre
29. Janez Juhant
30. Walter Lesch
31. Julio Lois Fernández
32. Aloysius Lopez Cartagenas
33. Gerar Mannion
34. Ivo Marković
35. Juan Masía Clavel
36. José Mario Méndez Méndez
37. Anthony T. Padovano
38. José Antonio Pagola Elorza
39. Luis Augusto Panchi
40. Federico Pastor Ramos
41. Jesús Peláez del Rosal
42. Richard Penaskovic
43. Margarita Pintos de Cea-Naharro
44. Félix Placer Ugarte
45. John Mansford Prior
46. Julio Puente López
47. Mertxe Renovales
48. Susan Roll
49. Giuseppe Ruggieri
50. José Sánchez
51. Santiago Sánchez Torrado
52. Joseph Selling
53. Thomas Shannon
54. Jon Sobrino
55. Jacqueline Stewart
56. Silvana Suaiden
57. Luíz Carlos Susin
58. Paulo Suess
59. Juan José Tamayo Acosta
60. Marie-Jo Thiel
61. Christoph Theobald
62. Luiza Etsuko Tomita
63. Andrés Torres Queiruga
64. Caroline Vander Stichele
65. Rufino Velasco Martínez
66. Marciano Vidal Garciá
67. Evaristo Villar Villar
68. Javier Vitoria
69. Lode Lucas Wostyn
70. Juan Yzuel
71. Marta Zubía Guinea

## Reaktionen

### Kirchliche Reaktionen
Hans Langendörfer, Sekretär der Deutschen Bischofskonferenz, erklärte, man sei zum Dialog bereit. Einige Forderungen des Memorandums stünden aber „in Spannung zu theologischen Überzeugungen und kirchlichen Festlegungen von hoher Verbindlichkeit“.
Die Reaktionen unter den deutschen Bischöfen und Kardinälen waren insgesamt verhalten und uneinheitlich. Bischof Felix Genn, Münster, hielt die Memorandum-Vorschläge nicht für „den Weg, der die Bewältigung dieser Krise leistet“. Kardinal Walter Kasper wies das Memorandum gleichfalls zurück. Die Forderungen seien bekannt und „von vielen anderen Gruppierungen schon fast bis zum Überdruss gesagt“. Er vermisse in dem Memorandum die Nennung des eigentlichen Problems, das die Kirche habe, nämlich die von Johann Baptist Metz so genannte Gotteskrise: „Statt dessen bleibt das Memorandum in einer von ihm selbst voll zu Recht kritisierten Selbstbeschäftigung stecken.“ Auch der Bischof von Fulda, Heinz Josef Algermissen, fand das Memorandum „allzu plakativ“. Der von den Bischöfen angestoßene Dialog dürfe nicht durch „Besserwisserei von vornherein blockiert werden“. Demgegenüber sah der Trierer Bischof Stephan Ackermann das Memorandum der Theologen als Ausdruck des Vertrauens in die Kirche und in ihre Kraft zur Erneuerung.
Der Vorsitzende der Deutschen Bischofskonferenz, Robert Zollitsch, äußerte grundsätzlich Verständnis für die Forderungen des Memorandums und wollte auch Strukturfragen explizit nicht aus dem von den Bischöfen angestoßenen Dialog ausgeschlossen sehen. Auf der anderen Seite griff ihm das Memorandum zu kurz, da es den problematischen Eindruck verstärke, dass eine Erneuerung der katholischen Kirche sich in der Abarbeitung von „Mängellisten“ erschöpfe. Das religiöse Element käme im Memorandum viel zu kurz. Den impliziten Vorwurf, das Episkopat zeichne sich durch generelle Reformresistenz und Angststarre aus, wies Zollitsch dagegen als Karikatur zurück.
Notker Wolf, der Abtprimas des Benediktinerordens, sah das Memorandum trotz zahlreicher für ihn zustimmungswürdiger Punkte insgesamt kritisch.

### Unterstützende Reaktionen
Für das Zentralkomitee der deutschen Katholiken würdigte dessen Vorsitzender Alois Glück das Memorandum als „wichtigen Beitrag zum Dialogprozess zur Zukunft der katholischen Kirche in Deutschland“. Der Bund der Deutschen Katholischen Jugend begrüßte das Memorandum und den Dialog, der bald und umfassend geführt werden müsse. Auch die Katholische Frauengemeinschaft Deutschlands und der Katholische Deutsche Frauenbund begrüßten das Memorandum. Neben diesen Großverbänden begrüßten auch Diözesanräte und -kommissionen das Memorandum und drückten ihren Wunsch nach einem umfassenden Dialog in der römisch-katholischen Kirche in Deutschland aus. Auch die Arbeitsgemeinschaft Studierende der Katholischen Theologie in Deutschland, der Vorstand der Stipendiaten des Cusanuswerks und das Forum Hochschule und Kirche (FHoK) sprachen sich für eine ergebnisoffene und respektvolle Diskussion der im Memorandum benannten Punkte aus. Vereinzelt wurde dabei bedauert, dass in der Diskussion bisher vor allem Randpositionen dominierten und sich die Diskussion auf einige wenige Skandalthemen wie den Zölibat verenge. Dazu wurde der Wunsch geäußert, dass Papst Benedikt XVI. seinen Deutschlandbesuch nutze, um mit der ganzen Vielfalt der Meinungen in Berührung zu kommen.
Zur Unterstützung des Memorandums bildeten sich zahlreiche weitere Initiativen auf Orts- und Diözesanebene. So brachten im Erzbistum Freiburg etwa 300 Priester ihre Unterstützung für das Memorandum als Beginn eines offenen Diskussionsprozesses zum Ausdruck. In Anlehnung an diese Initiative formulierten auch Priester und Diakone der Diözese Würzburg eine Unterstützungspetition für das Memorandum. Ebenso wurde eine eigene Unterstützerinitiative von 300 Religionslehrern ins Leben gerufen und unterzeichnet. Der Bund der Deutschen Katholischen Jugend schaltete zur Unterstützung des Memorandums eine eigene Facebook-Seite. Zusätzlich zum Memorandum gibt es online-Unterschriftenlisten für weitere Unterstützer als gemeinsame Aktion der Leserinitiative Publik e. V. und von Wir sind Kirche sowie als Privatinitiative zweier Theologiestudenten aus Jerusalem.
In einer Stellungnahme zur vor allem von Kardinal Walter Kasper vorgebrachten Kritik widersprachen Hans Kessler, Eberhard Schockenhoff und Peter Walter dem Argument, dass die Krise der katholischen Kirche sich auf eine reine Glaubenskrise verengen lasse. Stattdessen bestand für sie zwischen Kirchen- und Gotteskrise ein enger Zusammenhang. Die Verfasser betonten, dass Fragen wie die Zulassung Geschiedener zur Kommunion und andere Streitthemen nicht einfach im Sinne des Zeitgeistes beantwortet werden könnten. Andererseits könne man jedoch auch nicht unter Hinweis auf eine „Gotteskrise“ die im Memorandum angemahnten Punkte ignorieren, sondern solle diese im Dialog angehen.
Ähnlich äußerte sich auch Johann Baptist Metz. Dieser erwiderte auf die unter anderem von Kardinal Walter Kasper angesprochene Gotteskrise, dass zu deren Ursachen auch die im Memorandum angesprochenen Probleme gehörten und diese daher angegangen werden müssten.

### Kritische Reaktionen
Die Ersteller der Online-Petition „Petition pro Ecclesia“ positionierten sich gegen die Forderungen des Memorandums „Kirche 2011: Ein notwendiger Aufbruch“ und warfen dessen Verfassern vor, die Gläubigen getäuscht und verunsichert zu haben. Sie konnten in einem Zeitraum von rund zwei Monaten über 15.000 Unterschriften von Katholiken für die in ihrer Petition aufgeführten Punkte sammeln. Eine ähnliche Petition wurde von Theologiestudenten unter dem Titel „Memorandum ‚plus‘ Freiheit“ formuliert.
Im Wesentlichen wurde von Kritikern bemängelt, dass sich das Memorandum in Strukturfragen verliere und wenig zu einer religiösen Neubesinnung beitrage. Stattdessen werde pauschal „die Kirche“ angeprangert. Die Darstellung der Bibel als reine „Freiheitsbotschaft“ sei dagegen verkürzend. Missbrauchsopfer forderten nicht Freiheit, sondern Gerechtigkeit. Der Anspruch Gottes gegenüber den Menschen werde dadurch ignoriert und das Verhältnis zwischen Mensch und Gott regelrecht umgekehrt. Bestehende Probleme wie Priestermangel, Rückgang der Mitgliederzahlen etc. sind nach Meinung der Kritiker jedoch weniger der institutionellen Verfasstheit als vielmehr der auf die katholische Kirche einwirkenden Säkularisierung geschuldet. Als Beleg wird in aller Regel auf die evangelische oder anglikanische Kirche verwiesen. Dort seien die Forderungen des Memorandums erfüllt, ohne dass die allgemeine Situation sich wesentlich von der katholischen Kirche unterschiede. Die Forderungen des Memorandums gingen daher nach Meinung der Kritiker an der Realität vorbei.
Die im Memorandum hergestellte Verbindung zwischen den Missbrauchsfällen in katholischen Einrichtungen und der allgemeinen Krise der katholischen Kirche wurde als Unterstützung von Vorurteilen besonders scharf kritisiert. Den verfassenden und unterstützenden Theologen wurde zudem vorgeworfen, ihren eigenen Anteil an der derzeitigen Glaubenskrise zu verschweigen. So sei das Memorandum selbst Ausdruck einer weitverbreiteten Haltung, die kirchenpolitisches Engagement dem religiösen vorordne, und dadurch nur einen weiteren Beitrag zur innerkirchlichen Säkularisierung leiste. Die Notwendigkeit einer Änderung des Zölibats wurde unter Verweis auf den Ständigen Diakonat bestritten. Die Frage der Frauenordination sei hingegen lehramtlich definitiv entschieden und die Diskussion damit beendet (vgl. dazu Ordinatio sacerdotalis). Die Forderung nach Einrichtung einer kirchlichen Verwaltungsgerichtsbarkeit wurde hingegen zustimmend aufgenommen.
Entsprechende Positionen vertraten unter Theologen beispielsweise Manfred Lütz, Thomas Söding, Manfred Hauke, Helmut Hoping, Jürgen Manemann, Hubert Windisch, Jan-Heiner Tück, Wolfgang Ockenfels, Joseph Schumacher und Bernhard Körner, der im Memorandum jedoch auch viele Punkte angesprochen sah, die außerhalb der verbindlichen Lehre angegangen werden könnten. Als Journalisten äußerten sich vor allem Matthias Matussek und Andreas Püttmann sowie im englischsprachigen Raum George Weigel kritisch gegenüber dem Memorandum.
Eine andersmotivierte Kritik am Memorandum kam vom emeritierten Theologie-Professor Hans Küng. Diesem waren die Formulierungen des Memorandums zu weich; er hätte sich stattdessen klarere Worte gewünscht.